# Slomtjärnen (Silbodals socken, Värmland)
Slomtjärnen är en sjö i Årjängs kommun i Värmland och ingår i Göta älvs huvudavrinningsområde. Sjön har en area på 0,103 kvadratkilometer och ligger 205,7 meter över havet.

## Delavrinningsområde
Slomtjärnen ingår i det delavrinningsområde (657710-129172) som SMHI kallar för Utloppet av Västra Silen. Medelhöjden är 128 meter över havet och ytan är 139,82 kvadratkilometer. Räknas de 41 avrinningsområdena uppströms in blir den ackumulerade arean 733,09 kvadratkilometer. Karlsforsälven (Edsälven) som avvattnar avrinningsområdet har biflödesordning 3, vilket innebär att vattnet flödar genom totalt 3 vattendrag innan det når havet efter 221 kilometer. Avrinningsområdet består mestadels av skog (55 procent). Avrinningsområdet har 47,58 kvadratkilometer vattenytor vilket ger det en sjöprocent på 34 procent. Bebyggelsen i området täcker en yta av 1,21 kvadratkilometer eller 1 procent av avrinningsområdet.